# Olga Tchekhova
Olga Tchekhova ou Olga Tschechowa (en allemand), née Olga Konstantinovna Knipper (en russe : Ольга Константиновна Книппер) le 14 (26) avril 1897 à Alexandropol (aujourd'hui Gyumri en Arménie), dans l'Empire russe et morte le 9 mars 1980 à Munich en Bavière, est une actrice germano-russe qui prit la nationalité allemande en 1930 et qui fut célèbre en Allemagne entre les deux guerres.
Elle était la nièce d'Olga Knipper (épouse d'Anton Tchekhov et comédienne du théâtre d'art de Moscou).

## Biographie
Descendante d'une famille Russe allemande venue autrefois de Sarrebruck, Olga von Knipper était la fille d'un ingénieur des chemins de fer impériaux en Russie, Constantin Leonardovitch von Knipper (1866-1924) et d'Helena-Luise Ried, son épouse (1874-1943). Son frère cadet était le futur compositeur soviétique Lev Knipper. Elle était, comme le reste de sa famille, de religion luthérienne, mais demanda à être enterrée selon le rite de l'Église orthodoxe russe.
Olga von Knipper prit des cours de dessin et commença à étudier la médecine à Saint-Pétersbourg, mais finalement se dirigea vers le théâtre, où sa tante Olga Knipper excellait, le théâtre d'art de Moscou. Elle épousa son cousin par alliance, l'acteur Michael Tchekhov, qui était le neveu d'Anton Tchekhov, en 1914 et donna naissance à une fille, Ada. Mais trois ans plus tard, le couple divorça.
Elle tourne alors pour le cinéma muet russe, et avec la guerre civile, émigre en 1921. Elle s'installe à Berlin, où elle gagne sa vie en dessinant des affiches. Remarquée par Friedrich Wilhelm Murnau, elle tourne dans La Découverte d'un secret. Elle obtient son premier grand rôle dans Une maison de poupée d'Ibsen et joue au Renaissance Theater de Berlin. Elle joue aussi dans l'adaptation filmée d' Un Chapeau de paille d'Italie réalisée par René Clair et sortie en 1928. Elle joue le rôle d'Edith von Turkow dans son premier film parlant Die Drei von der Tankstelle (1930) aux côtés de Lilian Harvey. Ses partenaires de l'époque sont Ewald Balser et Willy Birgel dans des films où elle joue souvent des femmes mondaines au caractère fort. C'est alors qu'elle obtient la citoyenneté allemande.
La belle Olga épouse en 1936 un industriel belge, Marcel Robyns, mais divorce en 1939. Elle est une actrice courtisée par le régime du Troisième Reich, mais certaines voix l'accusent d'être une espionne passive voire active du régime des Soviets. Le NKVD aurait songé à l'utiliser dans un complot pour assassiner Hitler; selon d'autres sources elle aurait même proposé à Staline en 1943 de se rapprocher d'Hitler et de le tuer. Elle est arrêtée par les forces soviétiques d'occupation à Berlin, le 27 avril 1945, et transférée par avion à Moscou pour être interrogée pendant deux mois, au bout desquels elle est libérée et retourne en Allemagne, le 25 juin 1945. Elle poursuit alors une carrière de théâtre, mais n'enregistre plus les succès qu'elle avait connus autrefois. Elle tente de se lancer dans la production de films et de lancer une ligne de cosmétiques Olga-Tschechowa-Kosmetik. Cette dernière activité rencontre un grand succès et elle ouvre des salons à Munich où elle s'était installée, Berlin et Milan.
Sa fille Ada Tschechowa et sa petite-fille, de son nom de scène Vera Tschechowa, deviennent elles aussi comédiennes. Olga joue d'ailleurs avec cette dernière au théâtre dans Duell zu tritt en 1971. Elles avaient été affectées par la mort d'Ada dans la catastrophe aérienne du vol de la Lufthansa Francfort-sur-le-Main-Brême, le 28 janvier 1966. 

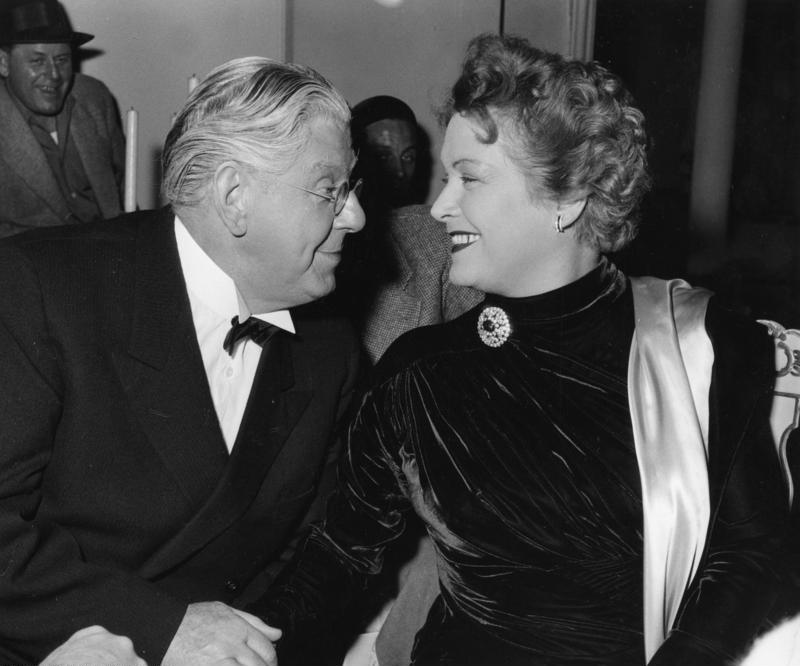

Elle était aussi la tante de l'actrice Marina Ried (1921-1989). Olga Tschechowa a publié deux livres autobiographiques, l'un en 1952 et l'autre en 1973. Sa correspondance avec sa tante Olga Knipper et la comédienne du théâtre d'art de Moscou, Alla Tarassova a été publiée après sa mort.
Celle qui fut l'une des actrices de cinéma préférées d'Adolf Hitler est enterrée au cimetière de Gräfelfing en Bavière.

## Décorations
- 1962 : Filmband in Gold

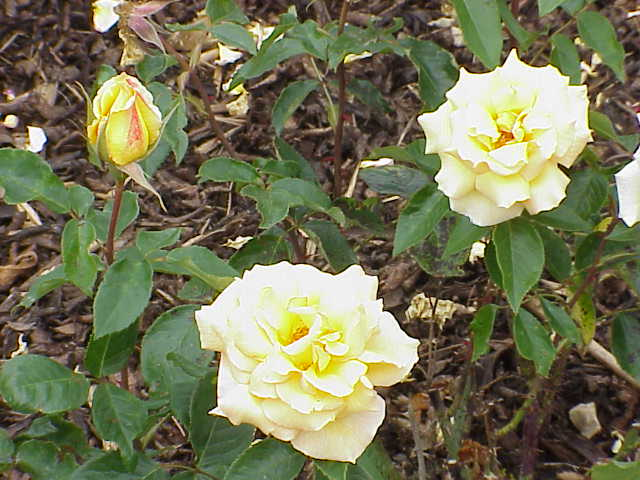
Rose 'Olga Tschechowa'.

- 1979 : Commandeur de l'ordre du Mérite de la République fédérale d'Allemagne
- 1977 : Une rose a été baptisée à son nom par la maison Cocker en 1977, la rose Olga Tschechowa.

## Filmographie partielle
En Russie
- 1917 : Ania Kraïeva
- 1918 : Cagliostro
- 1918 : Les Dernières aventures d'Arsène Lupin

En Allemagne et à l'étranger
- 1921 : La Découverte d'un secret (Schloß Vogelöd), réalisé par Friedrich Wilhelm Murnau
- 1921 : Hochstapler (L'Aventurier), réalisé par Friedrich Wilhelm Murnau
- 1922 : Der Todesreigen (La Danse de mort)[8]
- 1922 : Tatiana
- 1923 : La Maison de poupée[9], d'après Henrik Ibsen, réalisé par Berthold Viertel
- 1923 : Der verlorene Schuh, inspiré du conte de Cendrillon
- 1923 : Die Pagode, produit par elle-même
- 1926 : La Famille Schimek
- 1926 : Brennende Grenze (Frontière brûlante)
- 1926 : Die Gesunkenen, réalisé par Rudolf Walther-Fein
- 1927 : L'Exil (Die selige Exzellenz), réalisé par Wilhelm Thiele
- 1927 : Diane - Die Geschichte einer Pariserin (Diane ou l'histoire d'une parisienne)
- 1928 : Un chapeau de paille d'Italie (Der Florentiner Hut) d'après Labiche, de René Clair : Anaïs Bauperthuis
- 1928 : Moulin Rouge, réalisé par Ewald André Dupont
- 1928 : L'Enfer d'amour (Liebeshölle) de Wiktor Biegański et Carmine Gallone
- 1929 : Poliche
- 1929 : Die Liebe der Brüder Rott d'Erich Waschneck
- 1930 : Aimé des dieux, réalisé par Hanns Schwarz
- 1930 : Le Chemin du paradis (Die Drei von der Tankstelle), comédie musicale de Wilhelm Thiele qui sera interdite à partir de 1937
- 1930 : Troika
- 1931 : Mary, d'Alfred Hitchcock
- 1931 : Panique à Chicago (Panik in Chicago) de Robert Wiene
- 1932 : Trenck, ou le roman d'un grand amour sur la vie de Frédéric de Trenck
- 1932 : La Chorale de Leuthen (Der Choral von Leuthen), réalisé par Carl Froelich
- 1933 : Liebelei, d'après Arthur Schnitzler, réalisé par Max Ophüls
- 1933 : Un certain M. Grant (Ein gewisser Herr Grant), réalisé par Gerhard Lamprecht
- 1933 : Der Polizeibericht meldet, réalisé par Georg Jacoby
- 1933 : Heideschulmeister Uwe Karsten, réalisé par Carl Heinz Wolff
- 1934 : Regine, réalisé par Erich Waschneck
- 1934 : Die Welt ohne Maske (Le Monde sans masque), réalisé par Harry Piel
- 1934 : Peer Gynt, d'après Ibsen, réalisé par Fritz Wendhausen
- 1934 : Mascarade (Maskerade), comédie musicale réalisée par Willi Forst
- 1934 : Maria Walewska
- 1934 : Zwischen zwei Herzen (Entre deux cœurs), réalisé par Herbert Selpin
- 1935 : Lockspitzel Asew, réalisé par Phil Jutzi
- 1935 : Künstlerliebe, réalisé par Fritz Wendhausen
- 1935 : Die ewige Maske, réalisé par Werner Hochbaum
- 1935 : Ein Walzer um den Stephansturm
- 1936 : L'Argent de Pierre Billon - La baronne Sandorff
- 1936 : Le Favori de l'impératrice (Der Favorit der Kaiserin), réalisé par Werner Hochbaum
- 1936 : Seine Tochter ist der Peter
- 1936 : Romance pétersbourgeoise (Petersburger Romanze)
- 1936 : Burgtheater, réalisé par Willi Forst
- 1936 : Hannerl und ihre Liebhaber, réalisé par Werner Hochbaum
- 1937 : Unter Ausschluß der Öffentlichkeit, réalisé par Paul Wegener
- 1937 : Liebe geht seltsame Wege, réalisé par Hans Heinz Zerlett
- 1937 : Gewitterflug zu Claudia, réalisé par Erich Waschnek
- 1937 : Die gelbe Flagge (Le Drapeau jaune), réalisé par Gerhard Lamprecht
- 1938 : Rote Orchideen (Les Orchidées rouges), réalisé par Nunzio Malasomma
- 1939 : Die unheimlichen Wünsche, réalisé par Heinz Hilpert d'après La Peau de chagrin d'Honoré de Balzac
- 1939 : Ich verweigere die Aussage, réalisé par Otto Linnekogel
- 1939 : Parkstraße 13, réalisé par Jürgen von Alten
- 1939 : Bel-Ami, d'après Maupassant réalisé par Willi Forst
- 1939 : Les Mains libres (Befreite Hände), réalisé par Hans Schweikart
- 1940 : Angelika, réalisé par Jürgen von Alten
- 1940 : Leidenschaft (Passion), réalisé par Walter Janssen
- 1940 : Grandison, le félon (Der Fuchs von Glenarvon), réalisé par Max W. Kimmich
- 1941 : Menschen im Sturm, réalisé par Fritz Peter Buch
- 1942 : Mit den Augen einer Frau (Avec les yeux d'une femme), réalisé par Karl Georg Külb
- 1942 : Andreas Schlüter, réalisé par Herbert Maisch
- 1943 : Reise in die Vergangenheit, réalisé par Hans Heinz Zerlett
- 1943 : Dangereux Printemps (Gefährlicher Frühling), réalisé par Hans Deppe
- 1943 : L'Éternelle Mélodie (Der ewige Klang), réalisé par Günther Rittau
- 1945 : Dans le temple de Vénus (Im Tempel der Venus), réalisé par Hans Heinz Zerlett
- 1949 : Eine Nacht im Séparée
- 1950 : Kein Engel ist so rein
- 1950 : Der Mann, der zweimal leben wollte
- 1950 : Maharadscha wider Willen
- 1950 : Eine Frau mit Herz
- 1950 : Zwei in einem Anzug
- 1950 : Aufruhr im Paradies
- 1951 : Das Geheimnis einer Ehe
- 1951 : Mein Freund, der Dieb
- 1951 : Begierde
- 1952 : Hinter Klostermauern
- 1953 : Alles für Papa
- 1954 : Rosen-Resli, d'après le roman de Johanna Spyri réalisé par Harald Reinl
- 1954 : Rittmeister Wronski
- 1958 : U 47-Kapitänleutnant Prien, réalisé par Harald Reinl
- 1963 : Jack und Jenny
- 1973 : Die Zwillinge vom Immenhof, réalisé par Wolfgang Schleif
- 1974 : Frühling auf Immenhof, réalisé par Wolfgang Schleif